# 杨舒 (外交官)
杨舒（1974年—），男，中华人民共和国外交官，曾任中华人民共和国驻温哥华总领事。

## 生平
杨舒毕业于北京语言大学，曾任驻登巴萨总领事馆副总领事。2016年，任外交部领事司参赞兼领保中心常务副主任。2021年，任北京冬奥组委对外联络部副部长。2022年9月，出任中华人民共和国驻温哥华总领事。2025年7月，自驻温哥华总领事离任。
2020年9月，获得“全国抗击新冠肺炎疫情先进个人”的表彰。